# Wahlstedt
Wahlstedt település Németországban, Schleswig-Holstein tartományban. Lakosainak száma 10 050 fő (2023. december 31.).

## Népesség
A település népességének változása:
| Lakosok száma | 8587 | 9490 | 9596 | 9958 | 9998 | 10 050 |
|               | 1975 | 2017 | 2019 | 2021 | 2022 | 2023   |